# Elva Is Back
《Elva Is Back》是台灣歌手蕭亞軒於2006年10月19日發行的單曲。此作是休息近三年的蕭亞軒，再度與華納唱片簽約合作，並在新專輯《1087》發行2個月前先推出的數位單曲。此單曲僅提供線上付費下載，未收錄於任何實體專輯內。
此歌曲在2006年「V Power 音樂風暴」演唱會中首次現場演出，並在2009年「WOW！E!VA 蕭亞軒世界巡迴演唱會」中作為過場插曲。

## 曲目
| 曲序 | 曲目         |                | 作曲   | 编曲   | 备注        | 时长 |
| ---- | ------------ | -------------- | ------ | ------ | ----------- | ---- |
| 1.   | Elva Is Back | 陳宏宇、蕭亞軒 | 倪子岡 | 倪子岡 | Rap：倪子岡 | 3:36 |